# Héctor Scotta
Héctor Horacio Leonel Scotta Guigo (San Justo, 27 de septiembre de 1950) es un exfutbolista argentino. Jugaba como delantero y su primer equipo fue Unión de Santa Fe. Su último club antes de retirarse fue Estudiantes de Caseros. Es hermano del fallecido Néstor Scotta (también futbolista) y abuelo de Valentino Scotta, actual jugador del Sevilla Atlético.
Tiene el récord absoluto de goles en una sola temporada en el fútbol argentino en 1975, con 60 goles lo que le abrió la puerta a Europa, siendo contratado por el Sevilla F.C., en donde permaneció por 4 años.

## Trayectoria
Surgió en Unión de Santa Fe, donde debutó en Primera en 1970, año en que convirtió 9 goles en 23 partidos. La temporada siguiente lo contrató San Lorenzo de Almagro, vistiendo esa casaca por primera vez el 11 de abril de 1971 en un 3 a 0 contra Atlanta.
En 1975 marcó 60 goles para San Lorenzo, lo cual fue récord absoluto en una sola temporada. Atrás quedó el reinado de Arsenio Erico, el legendario paraguayo de Independiente, con sus 47 goles en el campeonato de 1937. Gracias a esta histórica marca llegaron los llamados a la Selección Argentina y luego la transferencia al fútbol europeo, más precisamente al Sevilla de España a mediados de 1976. Allí jugó durante cuatro temporadas en las que anotó 53 goles en 101 partidos de Liga, 13 goles en 19 partidos de Copa, 4 goles en 8 partidos del Trofeo Ciudad de Sevilla y 4 goles en 2 partidos del Trofeo Colombino, ganándose para siempre el cariño de la afición.
A mediados de 1980 se produjo su regreso al fútbol argentino para sumarse a Ferro. Al año siguiente tuvo su segunda etapa en San Lorenzo de Almagro, aunque sin el brillo de la anterior ya que apenas convirtió 6 goles y no pudo evitar el descenso de su equipo a la Primera B. Luego de estar un semestre libre, arregló con Boca Juniors para jugar el Metropolitano de 1982 y la Copa Libertadores de ese año.
Tras su paso por el Xeneize comenzó un largo derrotero por distintos clubes del ascenso: Deportivo Armenio, All Boys, Nueva Chicago, Villa Dálmine, San Miguel y Estudiantes de Caseros, donde finalmente decidió colgar los botines en 1988 ya con 38 años.
Se desempeñó como colaborador de Antonio Labonia en la Dirección de Deportes de Malvinas Argentinas, Buenos Aires, en la gestión de Jesús Cariglino y mantiene frecuentes contactos con los periodistas deportivos Daniel Olguín y con Juan Carlutti, presidente del Círculo de Periodistas deportivos de ese partido.

## Selección nacional
Ha sido internacional con la Selección Argentina en 7 ocasiones, marcando 5 goles.

## Clubes
| Club                   | País      | Año       |
| ---------------------- | --------- | --------- |
| Unión de Santa Fe      | Argentina | 1970      |
| San Lorenzo de Almagro | Argentina | 1971-1976 |
| Sevilla                | España    | 1976-1980 |
| Ferro                  | Argentina | 1980      |
| San Lorenzo de Almagro | Argentina | 1981      |
| Boca Juniors           | Argentina | 1982      |
| Deportivo Armenio      | Argentina | 1983-1984 |
| All Boys               | Argentina | 1985      |
| Nueva Chicago          | Argentina | 1986      |
| Villa Dálmine          | Argentina | 1987      |
| San Miguel             | Argentina | 1987-1988 |
| Estudiantes de Caseros | Argentina | 1988      |

## Palmarés

### Campeonatos nacionales
| Título           | Club                   | País      | Año    |
| ---------------- | ---------------------- | --------- | ------ |
| Primera División | San Lorenzo de Almagro | Argentina | M-1972 |
| Primera División | San Lorenzo de Almagro | Argentina | N-1972 |
| Primera División | San Lorenzo de Almagro | Argentina | N-1974 |

### Distinciones individuales
| Distinción                                     | Año    |
| ---------------------------------------------- | ------ |
| Máximo goleador de Primera División (32 goles) | M-1975 |
| Máximo goleador de Primera División (28 goles) | N-1975 |
| Olimpia de plata al Mejor futbolista           | 1975   |
| Máximo goleador de la Primera B (15 goles)     | 1986   |